# The Sign of the Four

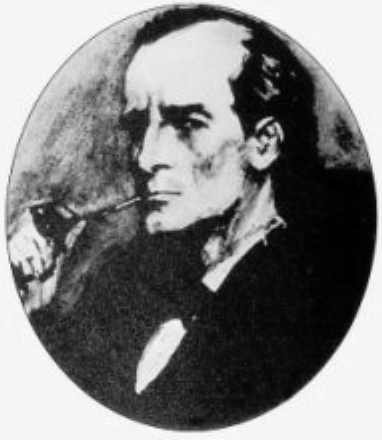
O detetive Sherlock Holmes

The Sign of the Four (em português O signo dos quatro) é um romance policial escrito por Sir Arthur Conan Doyle, publicado originalmente pela Lippincott’s Magazine em fevereiro de 1890, sendo a primeira edição em formato de livro publicada em outubro do mesmo ano. É a segunda história da saga do detetive Sherlock Holmes.

## Enredo
Nesta história, uma moça de nome Mary Morstan, procura pelo serviço do detetive, para desvendar o que aconteceu ao seu pai. Ele morreu dez anos antes de moça procurar o detetive. Quatro anos após a morte do pai, a moça começa a receber anualmente uma pérola de grande valor. Após seis anos recebendo essas pérolas, sem saber o motivo nem quem as mandava, a moça recebe um bilhete da mesma pessoa que lhe enviava as pérolas, marcando um encontro. Mary, Sherlock Holmes e Watson vão juntos ao encontro de Thaddeus Sholto, o remetente anônimo das pérolas, filho do falecido major Sholto, que havia sido colega do pai de Mary como guarda da prisão das Ilhas Andaman. A trama envolve um tesouro roubado de um rajá por um grupo de quatro que selam um pacto – daí o signo dos quatro. Os ladrões e assassinos são presos. Um deles, Jonathan Small, tenta negociar o tesouro em troca da liberdade do grupo, mas Sholto lhe passa a perna e fica com o tesouro. Anos depois Jonathan busca vingança. A história envolve uma perseguição emocionante de barcos no Rio Tâmisa, à maneira de um filme moderno. Envolve também uma técnica já usada por Doyle em Um Estudo em Vermelho, e que voltará a usar em outras histórias, de explicar um crime atual por um acontecimento complexo ocorrido muito tempo antes.